# Coppa della Regina 2014-2015 (pallavolo)
La Coppa della Regina 2014-15 si è svolta dal 30 gennaio al 1º febbraio 2015: al torneo hanno partecipato sei squadre di club spagnole e la vittoria finale è andata per la seconda volta consecutiva al Logroño.

## Regolamento
Le squadre hanno disputato quarti di finale (non hanno partecipato la prima e la seconda classificata al termine del girone di andata della regular season di SFV 2014-15, già qualificate alle semifinali), semifinali e finale.

## Squadre partecipanti
| Squadra      | Qualificazione                       | Ultima partecipazione      |
| ------------ | ------------------------------------ | -------------------------- |
| Aguere       | ?ª al girone di andata SFV 2014-2015 | Coppa della Regina 2010-11 |
| Barcellona   | ?ª al girone di andata SFV 2014-2015 | Coppa della Regina 2013-14 |
| Ciutadella   | ?ª al girone di andata SFV 2014-2015 | Coppa della Regina 2013-14 |
| Iruña        | 2ª al girone di andata SFV 2014-2015 | Coppa della Regina 2013-14 |
| JAV Olímpico | Squadra organizzatrice               | Coppa della Regina 2013-14 |
| Logroño      | 1ª al girone di andata SFV 2014-2015 | Coppa della Regina 2013-14 |

## Torneo

### Tabellone
|  | Quarti | Quarti       | Quarti |  |   | Semifinali | Semifinali   | Semifinali |  |   | Finale  | Finale | Finale |
|  |        |              |        |  |   |            |              |            |  |   |         |        |        |
|  |        |              |        |  |   | 1          | Logroño      | 3          |  |   |         |        |        |
|  |        |              |        |  |   | 1          | Logroño      | 3          |  |   |         |        |        |
|  |        |              |        |  |   | ?          | JAV Olímpico | 1          |  |   |         |        |        |
|  | ?      | JAV Olímpico | 3      |  |   | ?          | JAV Olímpico | 1          |  |   |         |        |        |
|  | ?      | JAV Olímpico | 3      |  |   |            |              |            |  |   |         |        |        |
|  | ?      | Aguere       | 2      |  |   |            |              |            |  |   |         |        |        |
|  | ?      | Aguere       | 2      |  |   |            |              |            |  | 1 | Logroño | 3      |        |
|  |        |              |        |  |   |            |              |            |  | 1 | Logroño | 3      |        |
|  |        |              |        |  |   |            |              |            |  |   | 2       | Iruña  | 0      |
|  | ?      | Ciutadella   | 1      |  |   |            |              |            |  |   | 2       | Iruña  | 0      |
|  | ?      | Ciutadella   | 1      |  |   |            |              |            |  |   |         |        |        |
|  | ?      | Barcellona   | 3      |  |   |            |              |            |  |   |         |        |        |
|  | ?      | Barcellona   | 3      |  | 2 | Iruña      | 3            |            |  |   |         |        |        |
|  |        |              |        |  | 2 | Iruña      | 3            |            |  |   |         |        |        |
|  |        |              |        |  |   | ?          | Barcellona   | 0          |  |   |         |        |        |
|  |        |              |        |  |   | ?          | Barcellona   | 0          |  |   |         |        |        |

### Risultati

#### Quarti di finale
| 30 gennaio 2015 Centro Insular de Deportes, Las Palmas Durata: 2h:14 - Spettatori: 890 | JAV Olímpico | 3 - 2 | Aguere     | 23-25, 22-25, 25-20, 25-21, 15-12 |
| 30 gennaio 2015 Centro Insular de Deportes, Las Palmas Durata: 1h:56 - Spettatori: ?   | Ciutadella   | 1 - 3 | Barcellona | 23-25, 25-15, 24-26, 23-25        |

#### Semifinali
| 31 gennaio 2015 Centro Insular de Deportes, Las Palmas Durata: 1h:22 - Spettatori: ?     | Iruña   | 3 - 0 | Barcellona   | 25-23, 25-19, 25-13        |
| 31 gennaio 2015 Centro Insular de Deportes, Las Palmas Durata: 1h:47 - Spettatori: 1 450 | Logroño | 3 - 1 | JAV Olímpico | 22-25, 25-18, 25-17, 25-20 |

#### Finale
| 1º febbraio 2015 Centro Insular de Deportes, Las Palmas Durata: 1h:29 - Spettatori: 1 190 | Logroño | 3 - 0 | Iruña | 25-20, 25-18, 25-23 |